# Chiwetel Ejiofor
Chiwetelu Umeadi "Chiwetel" Ejiofor , OBE ([ˈtʃuːwɨtɛl ˈɛdʒioʊfɔːr]?; født den 10. juli 1977) er en britisk skuespiller på film, tv og teater. Efter sin tilmelding på National Youth Theatre i 1995, og efterfølgende at få et stipendium til London Academy of Music and Dramatic Art , i alderen af 19, og kun tre måneder inde i hans kursus, blev Ejiofor valgt af Steven Spielberg til at spille en lille del i Amistad som James Covey.
Han har modtaget adskillige priser og nomineringer for sit skuespil, herunder BAFTA Orange Rising Star Award i 2006, fem Golden Globe Award nomineringer, og Laurence Olivier Award for bedste mandlige hovedrolle for sin præstation i Othello i 2008. I 2008 blev Ejiofor præsenteret med en OBE af dronning Elizabeth II for sine ydelser til kunst. Ejiofor er kendt for sit portræt af Okwe i Dirty Pretty Things (2002), The Operative i Serenity (2005), Lola i Kinky Boots (2005), Luke i Children of Men (2006), Dr. Adrian Helmsley i 2012 og Solomon Northup i 12 Years a Slave(2013), for hvilken han modtaget både en Oscar nominering og en Golden Globe nominering, sammen med BAFTA Award
for bedste mandlige hovedrolle.
Han betragtes som "en af de største skuespillere i sin generation", og hans præstation som Othello er blevet hyldet som den bedste i sin generation.

## Tidlige år
Ejiofor blev født i Londons Forest Gate af nigerianske forældre. Hans far, Arinze, var læge, og hans mor, Obiajulu, var en farmaceut. Hans lillesøster er CNN-korrespondent Zain Asher.
I 1988, da Ejiofor var 11, under en familietur til Nigeria til et bryllup, kørte han og hans far til Lagos efter festlighederne, da deres bil var involveret i et frontalt sammenstød med en lastbil. Hans far blev dræbt, men Ejiofor overlevede. Han blev hårdt såret, og fik ar, der er stadig synlige på panden. Ejiofor begyndte til drama i skolen i en alder af tretten på Dulwich College og sluttede på National Youth Theatre. Han fik derefter på London Academy of Music and Dramatic Art, men måtte forlade skolen efter sit første år, efter at få en rolle i Steven Spielbergs film Amistad. Han spillede titelrollen i Othello på Bloomsbury Theatre i september 1995, og igen ved Theatre Royal, Glasgow i 1996, da han spillede overfor Rachael Stirling, der spillede Desdemona.

## Filmografi

### Film
| År   | Titel                                       | Rolle                   | Instruktør                 | Noter                                       |
| ---- | ------------------------------------------- | ----------------------- | -------------------------- | ------------------------------------------- |
| 1997 | Amistad                                     | Ensign James Covey      | Steven Spielberg           |                                             |
| 1999 | G:MT – Greenwich Mean Time                  | Rix                     | John Strickland            |                                             |
| 2000 | It Was an Accident                          | Nicky Burkett           | Metin Hüseyin              |                                             |
| 2002 | Dirty Pretty Things                         | Okwe lander             | Stephen Frears             |                                             |
| 2003 | Love Actually                               | Peter                   | Richard Curtis             |                                             |
| 2003 | Three Blind Mice                            | Mark Hayward            | Mathias Ledoux             |                                             |
| 2004 | She Hate Me                                 | Frank Wills             | Spike Lee                  |                                             |
| 2004 | Red Dust                                    | Alex Mpondo             | Tom Hooper                 |                                             |
| 2004 | Melinda and Melinda                         | Ellis Moonsong          | Woody Allen                |                                             |
| 2005 | Four Brothers                               | Victor Sweet            | John Singleton             |                                             |
| 2005 | Serenity                                    | The Operative           | Joss Whedon                |                                             |
| 2005 | Slow Burn                                   | Ty Trippin              | Wayne Beach                |                                             |
| 2005 | Kinky Boots                                 | Simon / Lola            | Julian Jarrold             |                                             |
| 2006 | Inside Man                                  | Detective Bill Mitchell | Spike Lee                  |                                             |
| 2006 | Children of Men                             | Luke                    | Alfonso Cuarón             |                                             |
| 2007 | Talk to Me                                  | Dewey Hughes            | Kasi Lemmons               |                                             |
| 2007 | American Gangster                           | Huey Lucas              | Ridley Scott               |                                             |
| 2008 | Redbelt                                     | Mike Terry              | David Mamet                |                                             |
| 2008 | Slapper                                     |                         | Sig selv                   | Kortfilm, manusforfatter, instruktør        |
| 2009 | Endgame                                     | Thabo Mbeki             | Pete Travis                |                                             |
| 2009 | 2012                                        | Adrian Helmsley         | Roland Emmerich            |                                             |
| 2010 | Salt                                        | Darryl Peabody          | Phillip Noyce              |                                             |
| 2013 | Savannah                                    | Christmas Moultrie      | Annette Haywood-Carter     |                                             |
| 2013 | 12 Years a Slave                            | Solomon Northup         | Steve McQueen              |                                             |
| 2013 | Half of a Yellow Sun                        | Odenigbo                | Biyi Bandele               |                                             |
| 2015 | Z for Zachariah                             | John Loomis             | Craig Zobel                |                                             |
| 2015 | The Martian                                 | Vincent Kapoor          | Ridley Scott               |                                             |
| 2015 | Secret in Their Eyes                        | Ray Kasten              | Billy Ray                  |                                             |
| 2016 | Triple 9                                    | Michael Atwood          | John Hillcoat              |                                             |
| 2016 | Doctor Strange                              | Karl Mordo              | Scott Derrickson           |                                             |
| 2018 | Come Sunday                                 | Carlton Pearson         | Joshua Marston             |                                             |
| 2018 | Mary Magdalene                              | Peter                   | Garth Davis                |                                             |
| 2018 | Sherlock Gnomes                             | Gnome Watson (stemme)   | John Stevenson             |                                             |
| 2019 | The Boy Who Harnessed the Wind              | Trywell Kamkwamba       | Himself                    | Also writer and director                    |
| 2019 | Løvernes Konge                              | Scar (voice)            | Jon Favreau                |                                             |
| 2019 | Maleficent: Mistress of Evil                | Conall                  | Joachim Rønning            |                                             |
| 2019 | The Elephant Queen                          | Narrator                | Victoria Stone/Mark Deeble |                                             |
| 2020 | The Old Guard                               | Copley                  | Gina Prince-Bythewood      |                                             |
| 2021 | Locked Down                                 | Paxton                  | Doug Liman                 |                                             |
| 2021 | Infinite                                    | Bathurst 2020           | Antoine Fuqua              |                                             |
| 2022 | Doctor Strange in the Multiverse of Madness | Earth-838 Karl Mordo    | Sam Raimi                  | Dark Fantasy / Superhero / Sci-Fi           |
| 2023 | The Pod Generation                          | Alvy Novy               | Sophie Barthes             | Comedy / Romance / Sci-Fi                   |
| 2024 | Rob Peace                                   | Skeet Douglas           | Himself                    | Also writer and director                    |
| 2024 | The Life of Chuck                           | Marty Anderson          | Mike Flanagan              | Drama / Fantasy / Sci-Fi                    |
| 2024 | Venom: The Last Dance                       | Rex Strickland          | Kelly Marcel               | Alien Invasion / Action / Kaiju / Adventure |
| 2025 | Bridget Jones: Mad About the Boy            | Mr. Wallaker            | Michael Morris             | Post-production                             |
| TBA  | The Old Guard 2                             | Copley                  | Victoria Mahoney           | Post-production                             |
| TBA  | Eleanor the Great                           | TBA                     | Scarlett Johansson         | Post-production                             |

### Tv
| År   | Titel                           | Rolle           | Noter                      |
| ---- | ------------------------------- | --------------- | -------------------------- |
| 1996 | Deadly Voyage                   | Ebow            | Tv-film                    |
| 2001 | Murder in Mind                  | DS McCorkindale | Episode: "Teacher"         |
| 2003 | Twelfth Night                   | Orsino          | Tv-film                    |
| 2003 | Trust                           | Ashley Carter   | 6 episodes                 |
| 2003 | The Canterbury Tales            | Paul            | Segment: The Knight's Tale |
| 2006 | Tsunami: The Aftermath          | Ian Carter      | Tv-film                    |
| 2007 | Partition: The Day India Burned | Fortæller       |                            |
| 2011 | The Shadow Line                 | Jonah Gabriel   | 7 episoder                 |
| 2013 | Dancing on the Edge             | Louis Lester    | 6 episoder                 |
| 2013 | Phil Spector                    | Mock Prosecutor | Tv-film                    |
| 2017 | Red Nose Day Actually           | Peter           | Kortfilm                   |
| 2022 | The Man Who Fell to Earth       | Faraday         | Hovedrolle                 |